# Triplochiton scleroxylon
Triplochiton scleroxylon är en malvaväxtart som beskrevs av Karl Moritz Schumann. Triplochiton scleroxylon ingår i släktet Triplochiton och familjen malvaväxter. Inga underarter finns listade i Catalogue of Life.
Trä från trädet säljs med namnet abachi. Materialet är gulaktigt och mjukt med en densitet av 0,34 g/cm³. Triplochiton scleroxylon blir upp till 40 meter hög och stammen kan ha en diameter av 2 meter. Trädet förekommer i västra Afrika vid kusten.

## Bildgalleri

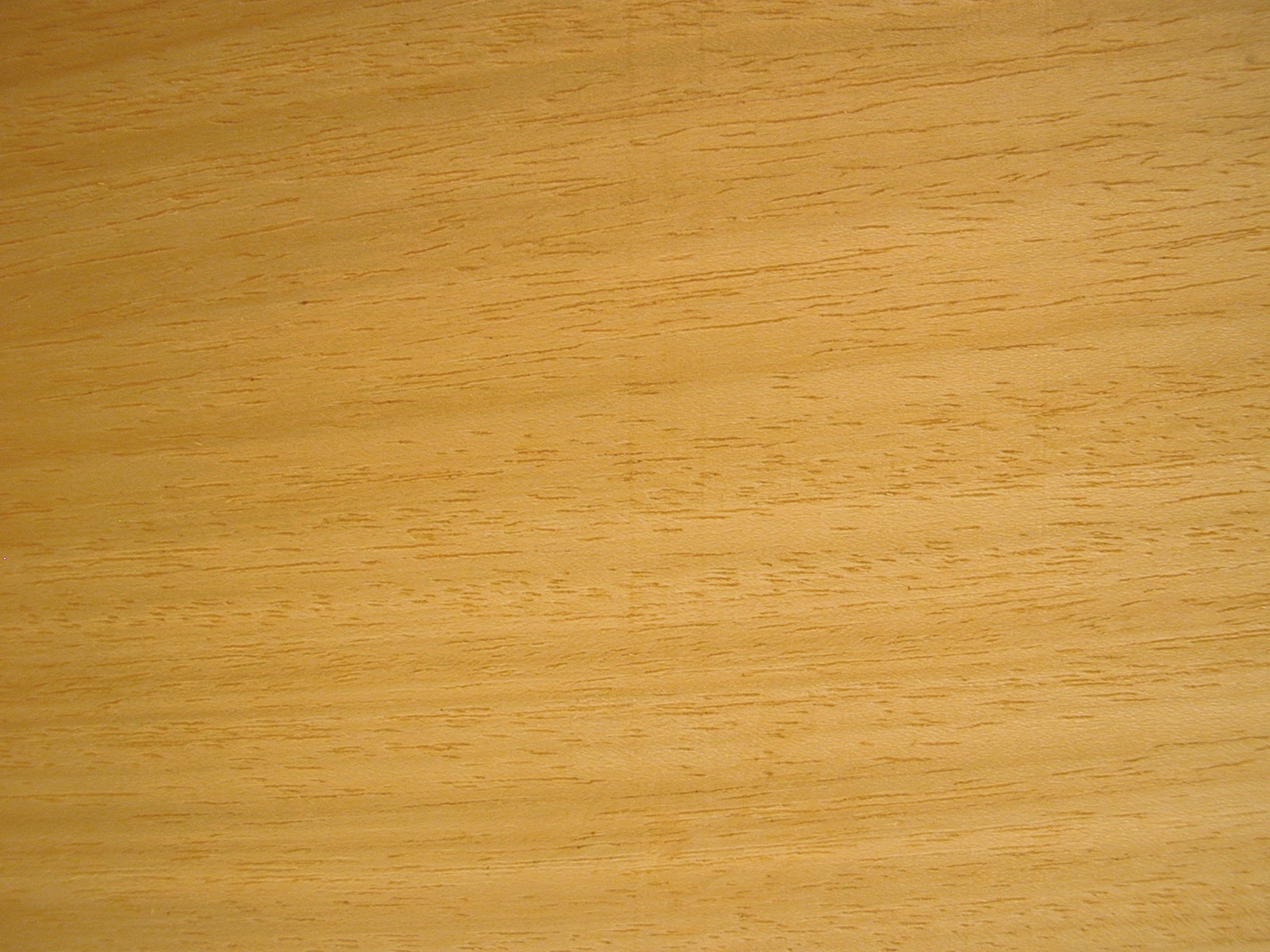
Abachi